# Jaufre Rudel
Jaufré Rudel, francoski trubadur, * okrog 1113, Blaye (Francija), † okrog 1148.
O njgovem živeljnju je malo znanega, opisan pa je v pesnitvi svojega sodobnika, ki navaja, da je odšel na 2. Križarsko vojno leta 1147. Do današnjega dne je preživelo sedem njegovih pesmi, 4 izmed njih z glasbo. Njegovo skladbo »Lanquan li jorn« naj bi kot model uporabil minnesinger Walther von der Vogelweide v pesmi »Allerest lebe ich mir werde«.
Francoski dramatik Edmond Rostand je uporabil legendo Ridela in lepe princese Hodierne iz Tripolija za svojo dramo v verzih La Princesse lointaine (1895). 
Finska skladateljica Kaija Saariaho je napisala opero o Rudelu (imenovana je L'amour de loin).